# 한자성어
한자성어(漢字成語) 혹은 고사성어(故事成語)는 비유적인 내용을 담은 함축된 글자로 상황, 감정, 사람의 심리 등을 묘사한 관용구이다. 간단히 성어(成語)라고도 한다. 주로 4글자로 된 것이 많기 때문에 사자성어(四字成語)라 일컬키도 한다. 일상생활이나 글에 많이 사용된다.

## 배경
성어는 대부분 주로 중국의 고사에서 유래한다. 중국어에만 약 5,000개의 성어가 있으며, 일부 사전은 20,000개 이상의 성어를 나열한다.
한국어권에서 쓰인 속담이 한자성어로도 쓰이는 경우도 있는데, 그 예로 ‘제 논에 물 대기’가 아전인수(我田引水)로 쓰이는 것이 있다. 이와는 별도로 한 시대의 정치적 상황이나 사회상을 빗대어 풍자적으로 유행하는 사자성어도 있다. 속담 과 아주 잘 맞는편이다.

## 예
| 한자성어 | 한글 발음 | 의미 해석                                                                            |
| -------- | --------- | ------------------------------------------------------------------------------------ |
| 富貴在天 | 부귀재천  | 부귀를 누리는 일은 하늘의 뜻에 달려있어서 사람의 힘으로는 어찌할 수 없음을 이르는 말 |
| 焚書坑儒 | 분서갱유  | 서적을 불태우고 학자들을 땅에 묻어 죽인다는 뜻                                       |
| 不勞所得 | 불로소득  | 노동의 대가로 얻는 소득이 아님.                                                      |
| 桑田碧海 | 상전벽해  | 뽕나무 밭이 변하여 바다가 됨을 이르는 말로, 세상의 변천이 잦음을 비유                |
| 十伐之木 | 십벌지목  | 열번 찍어 안 넘어가는 나무가 없음을 이르는 말                                        |
| 苛斂誅求 | 가렴주구  | 수령이 백성들을 상대로 착취를 가하는 것을 뜻하며, 탐관오리를 비유                    |
| 臥薪嘗膽 | 와신상담  | 장작 위에 누워서 쓰디쓴 쓸개를 맛본다. 즉 복수를 위해 필사적으로 노력함을 비유.      |
| 我田引水 | 아전인수  | 자기에게 이롭게만 하려는 것                                                          |
| 梁上君子 | 양상군자  | 들보 위의 군자라는 뜻으로, 도둑을 완곡하게 이르는 말.                                |
| 烏合之卒 | 오합지졸  | 아무 규율도 통일도 없이 몰려다니는 무리                                              |
| 咸興差使 | 함흥차사  | 한번 간 사람이 돌아오지 않거나 소식이 없음                                           |
| 鷄群一鶴 | 계군일학  | 닭무리의 한마리에 학                                                                 |

## 그외
사필귀정-처음에는 그릇된 것처럼 보였던 일도 결국에는 모두 바르게 돌아간다는 뜻이다.
역지사지-상대의 입장과 나의 입장을 바꾸는것
상하화순-상하가 서로 뜻이 맞아 부드럽고 온화함.
지피지기 백전불태-상대를 알아야 지지 않는다.
견금여석-지나친 욕심을 절제함
거두절미-어떤일에 핵심만 간단히 외우고 기억하며 말하는것
과하탁교-어떤 목적을 이룬 뒤에 일찍이 자신을 도와준 사람을 헌신짝 버리듯 차버리는 의미
인과응보-좋은일에는 좋은결과가 따르고 나쁜일에는 나쁜결과가 따른다.
심사숙고-깊이 잘 생각해 본다.
교토삼굴-위기를 대비하여 대책을 마련하다는 뜻이다. 같은 말은 유비무환
교병필패-교만한 자는 멸한다.
은인자중-은인하며 몸가짐을 신중히 함
개권유익-책을 보면 유익하다.
다문다 독다 상량-많이 듣고,많이 읽고,많이 생각한다.
독서 백편의 자현-책이나 글을 백번 읽으면 그뜻이 저절로 이해된다.
타수가득-어렵지 않게 일이 잘 되기를 기약할 수 있다는 것을 말한다.
금의환향-크게 성공하거나 좋은 결과를 얻어서 돌아옴
극기복례-자기의 감정, 욕심, 충동 따위를 이성적 의지로 억제하고 예의에 어그러지지 않도록 행동한다는 것을 말한다.
금은지국-니혼쇼키에 나오는 말로 자국을 아름답게 이르는 말이다.
겸청즉명 편청즉암-두루 의견을 들으면 밝게 되지만, 한쪽 의견만을 들으면 어둡게 된다.
강한령-강직하여 남의 위력에 굽히지 않는 것을 말한다.
갈택이어-눈앞에 이익을 얻기 위해 생각하지 않는다.
각립대립-서로 맞서 버팀.
어부지리-어부의 이득이라는 뜻으로, 쌍방이 다투는 사이에 개입없이 제3자가 힘도 들이지 않고 이득을 챙긴다는 뜻이다.
죽마고우-직역하면 함께 대나무로 만든 말을 타고 놀던 오랜 친구. 어릴 때 아주 긴밀했던 친구를 뜻한다
불철주야-밤낮을 가리지 않는다라는 뜻으로, 조금도 쉴 사이 없이 일에 힘쓴다는 뜻이다.
결초보은-풀을 묶어 은혜를 갚다라는 뜻으로 죽어서도 은혜를 잊지 않고 갚는다는 말이다.
공생관계-종류가 다른 생물이 깊은 곳에 살며 서로 이익을 주고 받는 관계적 특성
다정다감-정이 많고 감정이 풍부함
다정불심-정이 많고 자비로운 마음
일석이조-한가지 일을하여 두가지 이득을 얻는것
노심초사-몹시 마음을 쓰며 애를 태움
대기만성-큰 사람이 되기 위해서는 많은 노력과 시간이 필요함을 나타내는 말.
다다익선-많으면 많을수록 좋다.
각주구검-고집이 세다.
전화위복-어떤 불행한 일이라도 끊임없는 노력과 강인한 의지로 힘쓰면 불행을 행복으로 바꾸어 놓을 수 있다는 말이다.
토사구팽-필요할 때 요긴하게 사용하다가 필요가 없어지면 가차없이 바로 버린다는뜻 즉 배신
팔방미인-모든 방향을 의미하는 여덟 방위 팔방의 어디에서 보나 아름다운 사람을 가리키는 말이다.
일사천리-한 번에 쏟아져서 천리를 간다는 뜻으로, 일이 조금도 거침없이 빨리 진행됨 또는 문장이나 글이 매우 명쾌하게 흐름을 뜻한다.
사생결단-죽는지 사는지 내리는 결정. 목숨을 건 판단이나 위기상황 때 나오는 대처에 이 말을 쓰기도 한다.
자급자족-스스로 공급해서 스스로 충족한다는 의미.
결사해지-일은 저지른 사람이 양심있게 생각하여 일을 해결해야 한다는 뜻
내자가추-이미 지나간 일은 어쩔 수 없으나 앞으로의 일을 조심하면 과거의 잘못은 범하지 않을 수 있음을 이르는 말
오월동주-오나라 사람과 월나라 사람이 한 배를 타는 말로 둘이 함께하면 보물이 됨
자문자답-자기 스스로 묻고 자기가 대답하는 모습을 가르키는 뜻이다.
자화자찬-자기가 그린 그림을 스스로 칭찬한다는 뜻이다.
자업자득-자신이 저지른 일의 결과를 스스로 돌려받는단 뜻이다.
인면수심-겉모습은 인간이지만 속모습은 짐승의 마음시를 가졌다는 뜻이다.
동문서답-그대로 해석하면 동쪽에서 물어봤는데 서쪽에서 답한다는 뜻으로, 동쪽에서 물었는데 서쪽에서 대답할 수 없으므로 이 단어는 틀린 표현이다.
성동격서-"동쪽에서 소리를 내고 서쪽에서 습격한다."라는 뜻으로서, 다른 행동을 통해 상대의 주의를 끈 다음 예상치 못한 곳을 습격하는것을 의미한다.
철면피-두꺼운 무쇠로 된 얼굴 가죽이란 뜻으로 염치가 없고 은혜를 모르는 뻔뻔스러운 사람을 얕잡아 이르는 말이다.
구사일생-아홉번 죽을 고비를 넘긴다는 뜻으로 그만큼 파란만장한 인생에 대해 일컫는 말이다.
오십보백보
자포자기-한마디로 꿈과 희망도 다 잃고 모든 것을 포기하고 될 대로 되라는 식으로 행동하는 것.
등고자비
- 높은 곳에 이르기 위해서는 낮은 곳부터 밟아야 한다는 뜻으로 일을 하는데는 반드시 차례를 밟아야 한다는 말
- 지위가 높아질수록 스스로를 낮춘다는 말

동고동락-괴로움과 즐거움을 함께 함
촉은지심-다른사람의 불행을 가엾고  불쌍이 여기는 마음
유전무죄 무전유죄- 돈 있는 사람은 죄가 없고, 돈 없는 사람은 죄가 있다는 말이다.
적반하장-잘못한 사람이 피해자에게 덤빈다.
개과천선-잘못 들어선 길을 버리고 착한 사람으로 다시 태어나겠다는 결의를 실천하여 마침내 이룩함을 이르는 말
우문현답-어리석은 질문에 현명한 답을 하는것
룡두사미-시작은 용의 머리처럼 웅장하나 끝은 뱀의 꼬리처럼 빈약하기 그지없다는뜻
오합지졸-쓸데없는 자들이 모인 무리 라는 뜻
허송세월-삶에 가치 있는 일은 전혀 하지 않으면서 시간을 헛되이 보내는 모습 이란 뜻
난공불락-공격하기 어렵고 무너뜨리기 어려운 상대를 지칭하는말
소탐대실-작은 것을 탐내다가 큰 것을 잃는다.
부전자전-그 애비의 그아들-가제는 게편
암중모색-어림으로 무엇을 알아내거나 찾아내려 함
시비지심-옳고 그름을 가릴 줄 아는 마음
절치부심-몹시 분하여 이를 갈며 속을 썩임
십시일반-여러 사람이 조금씩 힘을 합하면 한 사람을 돕기 쉬움
격물치지-사물의 이치를 연구하여 지식을 완전하게 함
읍참마속-큰 목적을 위하여 자기가 아끼는 사람을 버림
일자무식-글자를 한 자도 모를 정도로 무식함
골육상쟁-가까운 혈족끼리 서로 싸움
자가당착-말과 행동에 앞뒤가 서로 맞지 않는 것(자가는 나를 의미/당착은 앞뒤가 맞지 않음을 의미)
동병상련-같은 병을 앓는 사람끼리 서로 가엾게 여긴다는 뜻으로, 어려운 처지에 있는 사람끼리 서로 가엾게 여김을 이르는 말. ≪오월춘추≫의 <합려내전(闔閭內傳)>에 나온다. 복지혜택
독서삼도-독서를 하는 세 가지 방법
산전 수전-산에서도 싸우고 물에서도 싸웠다는 뜻으로, 세상의 온갖 고생과 어려움을 다 겪었음을 이르는 말.
단생산사 (團生散死) 단합하면 살고 흩어지면 죽는다.
기절 초풍-기절하거나 까무러칠 정도로 몹시 놀라 질겁을 함.
하기싫음 관두등가-물 흐르듯 아무소리 없이 열심히 하면 높은 자리에 오를수 있다.
내시반청-남을 꾸짖기보다 자신을 돌이켜 보고 반성함.
자승자박-제가 만든 줄을 제 몸으로 옭아 묶는다는 뜻으로 말과 행동을 잘못하여 스스로 옭혀 들어감을 비유하는 말.

## 같이 보기
- 한자어